# Obschwarzbach
Obschwarzbach ist ein Ortsteil der Kreisstadt Mettmann in Nordrhein-Westfalen.

## Geographie

### Lage

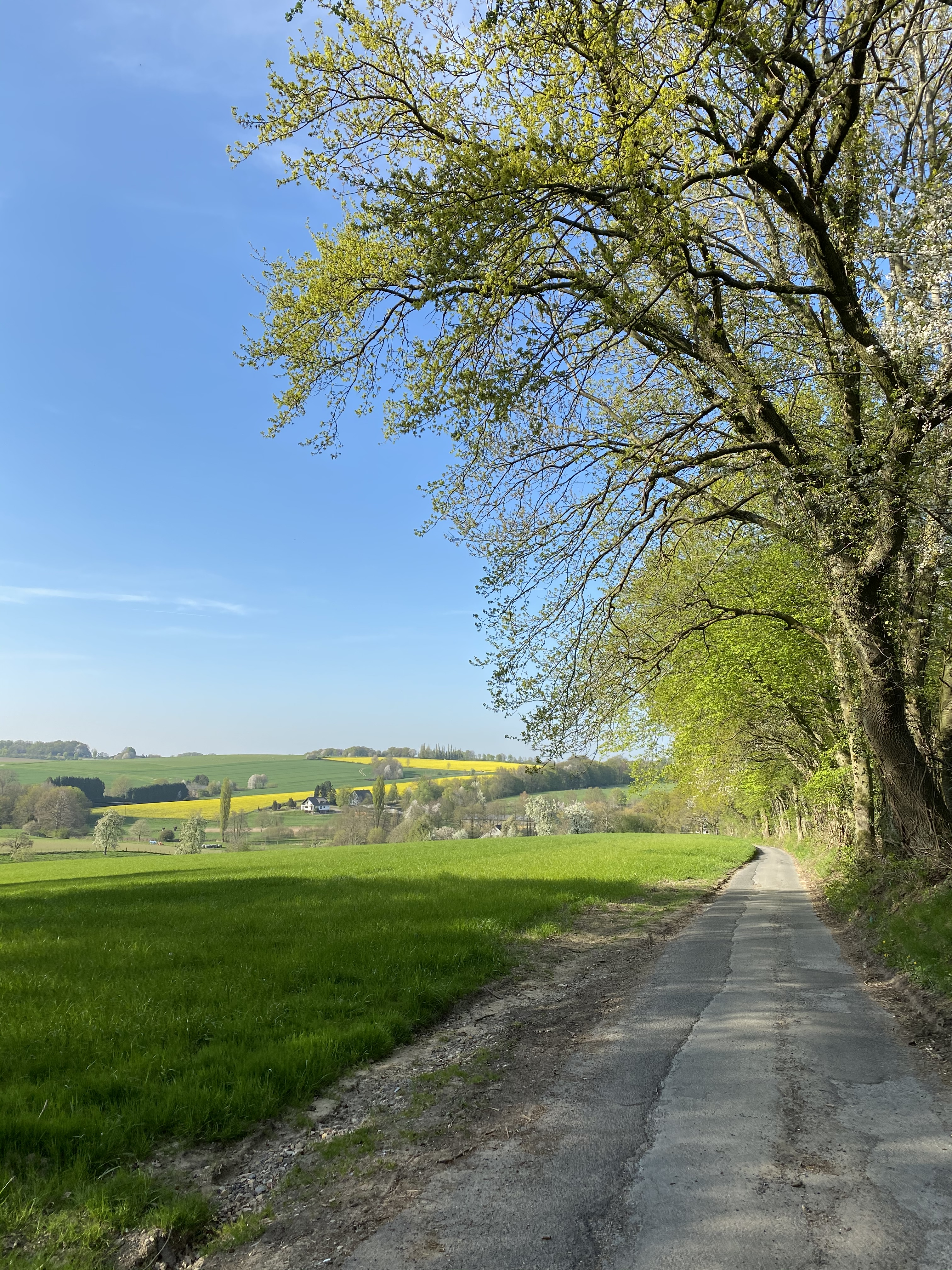
Typische Landschaft rund um Obschwarzbach

Obschwarzbach liegt im Niederbergischen Land, auf den Höhen der Mettmanner Lössterrassen, die bereits zum Rheinischen Schiefergebirge gehören. Der Ort ist überwiegend ländlich geprägt und besteht aus den beiden Teilen Niederschwarzbach und Obschwarzbach. Im Zentrum, unmittelbar an der L 422, befindet sich seit den 1960er Jahren eine geschlossene Wohnsiedlung, die von landwirtschaftlichen Flächen umgeben ist.
Die Stadt Mettmann befindet sich etwa vier Kilometer südlich von Obschwarzbach. Wülfrath liegt etwa drei Kilometer östlich, Heiligenhaus ist in nördlicher Richtung rund vier Kilometer entfernt und im Westen befindet sich der Ratinger Ortsteil Homberg in ebenfalls vier Kilometern Entfernung. Die Umgebung ist geprägt von Guts- und Bauernhöfen, kleineren Flusstälern und offenen Acker- und Weideflächen. Südöstlich von Obschwarzbach entspringt der namensgebende Schwarzbach, der in Düsseldorf-Wittlaer in den Rhein mündet.

## Geschichte
Obschwarzbach war vom Mittelalter bis zum 19. Jahrhundert eine Honschaft im Landgericht Mettmann des bergischen Amtes Mettmann.
Im Zuge einer Verwaltungsreform innerhalb des Großherzogtums Berg wurde 1808 die Bürgermeisterei Mettmann gebildet, von der die Honschaft Obschwarzbach ein Teil wurde. Das Honschaftsgebiet gehörte infolgedessen im 19. Jahrhundert zur bergischen Bürgermeisterei Mettmann im Kreis Elberfeld des Regierungsbezirks Düsseldorf innerhalb der preußischen Rheinprovinz.
Das Gebiet der Honschaft Obschwarzbach lag im Nordosten der Bürgermeisterei Mettmann, die seit 1846 eine Gemeinde gemäß der Gemeinde-Ordnung für die Rheinprovinz vom 23. Juli 1845 und seit 1856 eine Stadt gemäß der Rheinischen Städteordnung bildete. Im Jahre 1914 wurde ein Teil von Obschwarzbach aus der Stadt Mettmann in die Stadt Wülfrath umgemeindet. In Obschwarzbach und Niederschwarzbach entstand in den 1960er Jahren eine größere geschlossene Wohnsiedlung.

## Kultur und Sehenswürdigkeiten

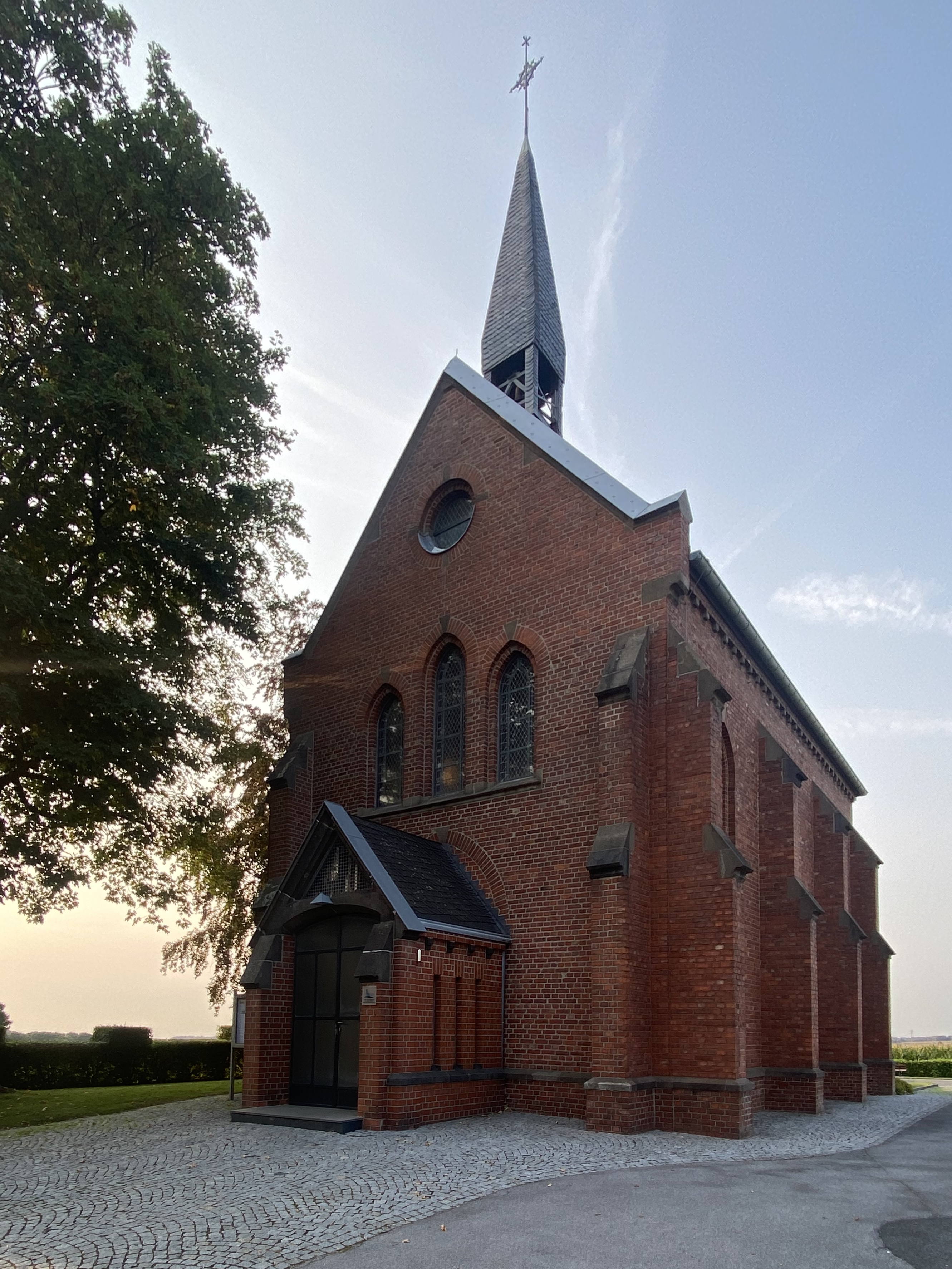
St. Judas Thaddäus

Neben zahlreichen denkmalgeschützten Bauern- und Gutshäusern befinden sich in Obschwarzbach zwei Kirchen. Das ältere der beiden Gotteshäuser, die evangelische Kirche Obschwarzbach, wurde im Jahr 1900 erbaut. Die katholische Kirche St. Judas Thaddäus wurde im Jahr 1907 als neugotische Hallenkirche aus Ziegelstein errichtet.

## Wirtschaft und Infrastruktur

### Wirtschaft
Der größte Wirtschaftszweig ist die Landwirtschaft. Darüber hinaus existieren einige handwerkliche Betriebe und Dienstleistungsgewerbe sowie ein Golfclub.

### Verkehr
Obschwarzbach wird durch die L 422 erschlossen, die von Düsseldorf-Kaiserswerth nach Wuppertal-Dornap führt. Zudem beginnt in Obschwarzbach die L 426, die über Wülfrath-Rohdenhaus nach Velbert führt. Der nächste Bahnanschluss ist der Bahnhof Mettmann Stadtwald, rund vier Kilometer südlich entfernt. Der Haltepunkt Wülfrath-Aprath liegt etwa sechs Kilometer östlich von Obschwarzbach. Mit der Linie 748 der Rheinbahn von Wülfrath über Ratingen-Homberg nach Mettmann ist Obschwarzbach auch an den Busverkehr angeschlossen.

### Öffentliche Einrichtungen
Seit Mai 2020 ist das ehemalige evangelische Gemeindehaus in Obschwarzbach in städtischem Besitz. In dem Gebäude sind neben dem Trägerverein Bürgerzentrum Ob- und Niederschwarzbach e.V. sowie eine Feuer- und Rettungswache der Feuerwehr Mettmann untergebracht. Nebenan befindet sich die städtische Kindertagesstätte.

### Telefonnetz
Obschwarzbach ist größtenteils an das Ortsnetz Wülfrath angeschlossen, daher lautet die Telefonvorwahl für die meisten Haushalte – abweichend vom restlichen Stadtgebiet Mettmanns – 02058.